# Mennyiségi tesztelés
A mennyiségi tesztelés a nem funkcionális tesztek csoportjába tartozik, amelyet gyakran félreértenek és / vagy felcserélhető módon használnak. A mennyiségi tesztelés egy bizonyos mennyiségű adatkezelő szoftver tesztelésére vonatkozik. Ez a mennyiség általánosságban az adatbázis méretére vonatkozhat, vagy egy olyan méretű felületfájl is lehet, amely a mennyiségi tesztelés tárgyát képezi. Ha például szeretné tesztelni az alkalmazást egy adott adatbázismérettel, akkor kibontja az adatbázist az adott méretre, majd teszteli az alkalmazás teljesítményét rajta. Egy másik példa lehet, ha az alkalmazásnak szüksége van az interfészfájlokkal való interakcióra (lehet bármilyen fájl, például .dat, .xml); ez a kölcsönhatás olvasható és / vagy írható a fájlra / fájlból. Hozzon létre egy mintafájlt a kívánt méretből, majd tesztelje az alkalmazás funkcionalitását az adott fájllal a teljesítmény teszteléséhez